# 弗里德里克-喬治·赫爾
弗里德里克-喬治·赫爾（法語：Frédéric-Georges Herr，1855年5月7日—1932年10月27日），法國陆军將軍和标致汽车董事。他统领法國部队第6兵團参与萊塞帕爾日戰役，之后負責凡爾登防區的防禦工事並擁有指揮該區部隊的權力，他在凡爾登戰役的初期努力阻止德軍的進攻。
在被撤職將近1年後，赫爾於1917年1月13日重回陸軍，至此以後他多深居幕後，主要擔任參謀和總監等職位。戰爭結束後，他選擇退伍並透過家屬身份加入标致汽车董事會。1927年，他榮獲榮譽軍團大十字勳章。1932年，赫爾在巴黎逝世，遺體隨後被葬在蓬德魯瓦德-韋爾蒙當公墓。